# Major Tom
För tävlingscyklisten, se Tom Simpson.
Major Tom, namn på fiktiv figur som David Bowie använt sig av i sina låtar Space Oddity (1969), Ashes to Ashes (1980) och Hallo Spaceboy (1995). Tom är en astronaut som frivilligt eller ofrivilligt blir strandad i rymden.
Major Tom har refererats till i flera låtar av andra artister och även hans fru har besjungits.
Bland andra har Peter Schilling gjort en sång om "Major Tom".